# Paraje Tehuizco
Paraje Tehuizco är en ort i Mexiko.   Den ligger i kommunen Milpa Alta och delstaten Distrito Federal, i den sydöstra delen av landet, 26 km söder om huvudstaden Mexico City. Paraje Tehuizco ligger 2 489 meter över havet och antalet invånare är 241.
Terrängen runt Paraje Tehuizco är lite bergig. Runt Paraje Tehuizco är det tätbefolkat, med 411 invånare per kvadratkilometer. Närmaste större samhälle är Iztapalapa, 16,3 km norr om Paraje Tehuizco. Trakten runt Paraje Tehuizco består till största delen av jordbruksmark.